# Janua glossoeides
Janua glossoeides är en ringmaskart som beskrevs av Harris 1968. Janua glossoeides ingår i släktet Janua och familjen Serpulidae. Inga underarter finns listade i Catalogue of Life.